# Porto Alegre
Porto Alegre ([ˈpoɾtu aˈlɛɡɾi] Ausspracheⓘ / deutsch ‚Freudiger Hafen‘; amtlich portugiesisch Município de Porto Alegre) ist die Hauptstadt des brasilianischen Bundesstaates Rio Grande do Sul. Sie ist eine der größten Städte Brasiliens und ein ökonomisches und kulturelles Zentrum des südlichen Landesteils. Porto Alegre hat 81 Stadtviertel (bairros).

## Geografie

### Lage
Die Stadt hat einen großen Flusshafen und liegt am Zusammenfluss mehrerer mittelgroßer Flüsse, die in den Rio Guaíba münden. Dieser ist lagunenartig breit und geht in die 250 Kilometer lange und bis zu 60 Kilometer breite Lagoa dos Patos über.
Porto Alegre hat nach der Schätzung des IBGE vom 1. Juli 2021 1.492.530 Einwohner und liegt auf zehn Metern über dem Meeresspiegel. Die gesamte Metropolregion Porto Alegre umfasst mehr als 30 Städte (darunter Canoas, Novo Hamburgo, São Leopoldo und Gravataí) und zählte zum 1. Juli 2018 4.317.508 Menschen. Durch ihre Lage im äußersten Süden des Landes ist die Stadt weiter von den brasilianischen Großstädten wie Rio de Janeiro (Distanz 1558 km), São Paulo (1109 km) und der Hauptstadt Brasília (2027 km) entfernt als beispielsweise von Montevideo, der Hauptstadt Uruguays (890 km) oder Buenos Aires, der Hauptstadt Argentiniens (1063 km).

### Klimatabelle
|                       | Jan  | Feb  | Mär  | Apr  | Mai  | Jun  | Jul  | Aug  | Sep  | Okt  | Nov  | Dez  |   |      |
| Mittl. Tagesmax. (°C) | 30,2 | 30,1 | 28,3 | 25,2 | 22,1 | 19,4 | 19,7 | 20,4 | 21,8 | 24,4 | 26,7 | 29,0 | ⌀ | 24,8 |
| Mittl. Tagesmin. (°C) | 20,5 | 20,8 | 19,3 | 16,3 | 13,0 | 10,7 | 10,7 | 11,5 | 13,1 | 15,0 | 17,0 | 18,9 | ⌀ | 15,5 |
|                       |      |      |      |      |      |      |      |      |      |      |      |      |   |      |
| Niederschlag (mm)     | 100  | 109  | 104  | 86   | 95   | 133  | 122  | 140  | 139  | 114  | 104  | 101  | Σ | 1347 |
|                       |      |      |      |      |      |      |      |      |      |      |      |      |   |      |
| Sonnenstunden (h/d)   | 7,7  | 7,4  | 6,5  | 6,0  | 5,4  | 4,5  | 4,8  | 4,9  | 5,0  | 6,5  | 7,2  | 7,9  | ⌀ | 6,1  |
|                       |      |      |      |      |      |      |      |      |      |      |      |      |   |      |
| Regentage (d)         | 10   | 9    | 9    | 7    | 9    | 10   | 10   | 10   | 9    | 9    | 9    | 9    | Σ | 110  |
|                       |      |      |      |      |      |      |      |      |      |      |      |      |   |      |
| Wassertemperatur (°C) | 25   | 25   | 26   | 25   | 24   | 23   | 22   | 22   | 21   | 22   | 23   | 24   | ⌀ | 23,5 |
|                       |      |      |      |      |      |      |      |      |      |      |      |      |   |      |
| Luftfeuchtigkeit (%)  | 71   | 74   | 75   | 77   | 81   | 82   | 81   | 79   | 78   | 74   | 71   | 69   | ⌀ | 76   |

| 20,5 |

| 20,8 |

| 19,3 |

| 16,3 |

| 13,0 |

| 10,7 |

| 10,7 |

| 11,5 |

| 13,1 |

| 15,0 |

| 17,0 |

| 18,9 |

| 20,5 |

| 20,8 |

| 19,3 |

| 16,3 |

| 13,0 |

| 10,7 |

| 10,7 |

| 11,5 |

| 13,1 |

| 15,0 |

| 17,0 |

| 18,9 |

| N i e d e r s c h l a g | 100 | 109 | 104 | 86  | 95  | 133 | 122 | 140 | 139 | 114 | 104 | 101 |
|                         | Jan | Feb | Mär | Apr | Mai | Jun | Jul | Aug | Sep | Okt | Nov | Dez |

## Geschichte
Bereits ab 1742 hatten sich portugiesische Einwanderer der Azoren unter Führung von José da Silva Pais in der Region von Santa Catarina niedergelassen. Porto Alegre wurde 1772 von diesen portugiesischen Einwanderern zunächst als Pôrto dos Casais gegründet, eigentlich als Freguesia de São Francisco do Porto dos Casais. Im 19. Jahrhundert kamen viele Deutsche, Polen und Italiener in die Stadt und ließen sich dort nieder. 1835 fiel die Stadt, die zur Provinz São Pedro do Rio Grande do Sul gehörte, während der Farrapen-Revolution für acht Monate in die Hände der Aufständischen.
Bevölkerungsentwicklung der Stadt
| Jahr | Einwohnerzahl |
| ---- | ------------- |
| 1991 | 1.247.529     |
| 2000 | 1.320.739     |
| 2010 | 1.409.351     |
| 2021 | 1.492.530     |

## Politik
1988 gewann die Arbeiterpartei mit Olívio Dutra die Bürgermeisterwahlen. Porto Alegre war damit die erste brasilianische Großstadt mit einer PT-Verwaltung. Es folgten weitere PT-Bürgermeister: Tarso Genro, Raul Pont und João Verle. Die PT musste zwar immer eine Koalition mit anderen Parteien eingehen, sie konnte aber ihre Idee eines Beteiligungshaushalts (auch partizipativer Haushalt genannt) durchsetzen. Darin wurden sowohl Einnahmen und Ausgaben offengelegt als auch durch eine direkte Beteiligung der Bürger neue Maßstäbe der Kommunalpolitik gesetzt. Auf Stadtteilebene werden Versammlungen einberufen, in denen Betroffene in einem mehrstufigen Verfahren selber über Infrastrukturprojekte entscheiden. Inzwischen arbeiten viele Stadtverwaltungen in Brasilien mit diesem Orçamento Participativo, sogar einige Gemeinden in Deutschland haben die Idee übernommen.
Stadtpräfekt (Bürgermeister) ist seit der Kommunalwahl 2020 für die Amtszeit 2021 bis 2024 Sebastião Melo des Movimento Democrático Brasileiro (MDB).
Liste der Bürgermeister der Stadt seit 1897:
- 1897 – José Montaury, PRR
- 1924 – Otávio Rocha, PRR
- 1928 – Alberto Bins
- 1937 – José Loureiro da Silva
- 1948 – Ildo Meneghetti
- 1955 – Manoel Sarmanho Vargas
- 1956 – Leonel de Moura Brizola
- 1958 – Tristão Sucupira Viana
- 1960 – José Loureiro da Silva
- 1964 – Sereno Chaise
- 1964 – Célio Marques Fernandes
- 1969 – Telmo Thompson Flores
- 1975 – Guilherme Socias Villela

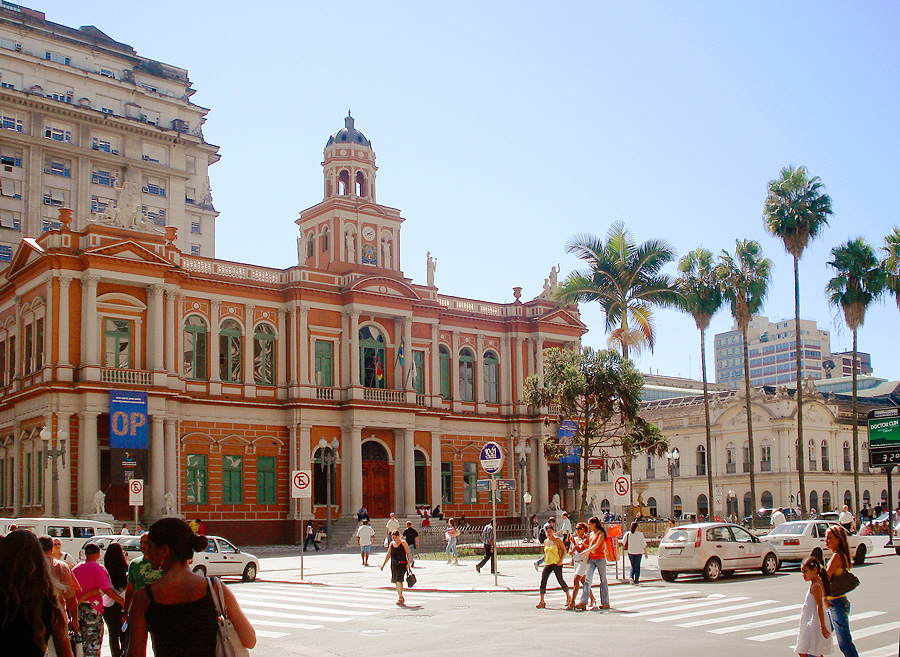
Altes Rathaus auf der Praça Montevidéu

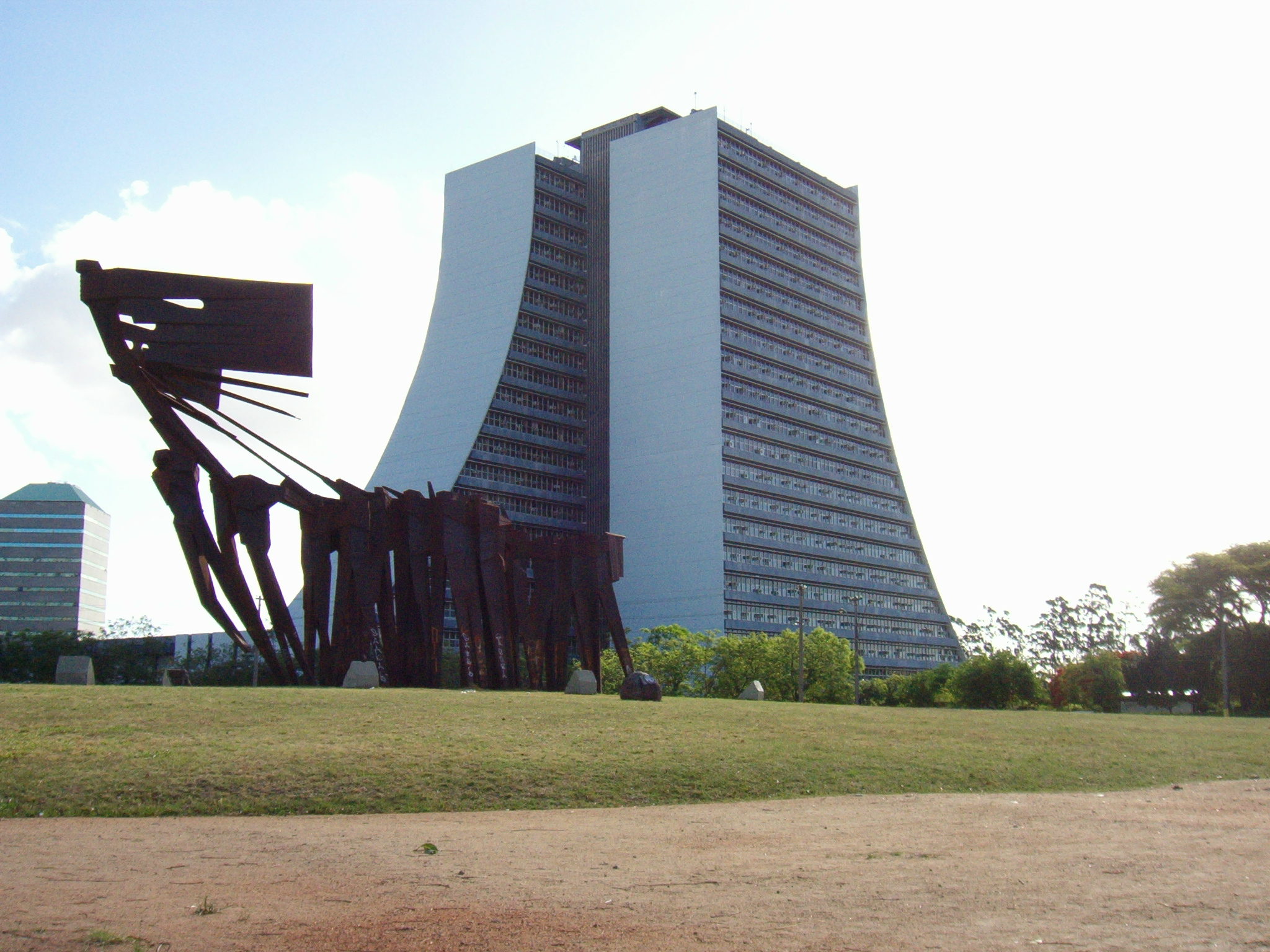
Staatsverwaltung von Rio Grande do Sul

- 1983 – João Antonio de Britto, PMDB
- 1986 – Alceu de Deus Collares, PDT
- 1988 – Olívio Dutra, PT
- 1992 – Tarso Genro, PT
- 1996 – Raul Pont, PT
- 2000 – Tarso Genro, PT
- 2002 – João Verle, PT
- 2005 – José Fogaça, PPS
- 2010 – José Fortunati, PDT
- 2017 – Nelson Marchezan Júnior, PSDB
- 2021 – Sebastião Melo, MDB

In der Stadt fand in den Jahren 2001, 2002, 2003, 2005, 2010 und 2012 jeweils im Januar das Weltsozialforum statt, ein alternatives Gipfeltreffen von Vereinen und NGOs, das sich mit Fragen der Globalisierung, Entschuldung der dritten Welt, sozialen Gerechtigkeit und Umweltschutz befasst.

## Kultur und Sehenswürdigkeiten

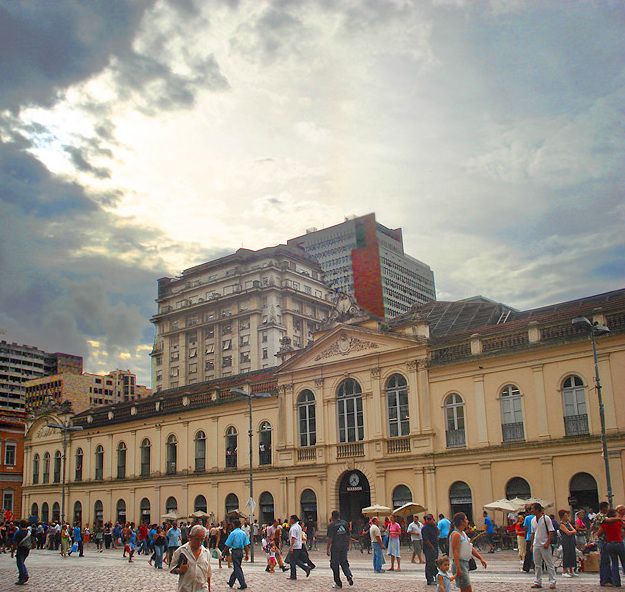
Mercado Público

Porto Alegre wird von den nahe gelegenen Nachbarländern Argentinien und Uruguay geprägt.
Zu den wichtigsten Sehenswürdigkeiten Porto Alegres zählen unter anderem das historische Zentrum mit dem Mercado Público von 1869, die Usina do Gasômetro, die Casa de Cultura Mário Quintana im ehemaligen Hotel Majestic, in dem der Dichter starb. Im Parque Farroupilha findet am Wochenende der Brique da Redenção statt, eine Mischung aus Biomarkt, Floh- und Kunsthandwerksmarkt. Im Parque Marinha do Brasil gibt es einen Skulpturengarten mit Werken lateinamerikanischer Bildhauer, den Jardim das Esculturas Porto Alegre. In der Fundação Iberê Camargo lassen sich das Werk des gleichnamigen Künstlers sowie wechselnde Ausstellungen anderer Künstler bewundern.
Seit 1997 findet in Porto Alegre die Kunstbiennale Bienal do Mercosul statt, seit 2005 wird mit dem Festival de Cinema Fantástico de Porto Alegre (FANTASPOA) das bedeutendste der vier Filmfestivals der Stadt ausgerichtet.
Mit dem Porto-Alegre-Tempel besitzt die Stadt einen der wenigen Tempel der Mormonen in Brasilien.

## Bildung
Das Bildungssystem in Porto Alegre ist gut entwickelt. Es gibt sowohl staatliche als auch private Schulen in der Stadt. Hierbei hervorzuheben sind das vom Militär geführte Colegio Militar, welches am Parque Farroupilha gelegen ist, und die in Petropolis befindliche internationale Schule Panamerican School of Porto Alegre.
Die Pastor Dohms Schule des Higienópolis-Viertels wurde 1931 von Bewohnern des Viertels mit Hilfe der Evangelischen Gemeinschaft vom deutschen Konsulat und einigen wichtigen Unternehmen gegründet.

### Universitäten
In Porto Alegre und Umgebung gibt es eine vielfältige Hochschullandschaft. Neben einigen staatlichen Universitäten wie der Universidade Federal do Rio Grande do Sul (UFRGS) und der Universidade Federal de Ciências da Saúde de Porto Alegre (UFCSPA), gibt es in der Stadt und in der Metropolregion Porto Alegre einige große private Einrichtungen:
- Escola Superior de Propaganda e Marketing (ESPM-RS)
- Faculdade Porto-Alegrense de Educação (FAPA)
- Faculdades Riograndenses (FARGS)
- Pontifícia Universidade Católica do Rio Grande do Sul (PUC-RS)
- Universidade do Vale do Rio dos Sinos (UNISINOS)
- Universidade Luterana do Brasil (ULBRA)
- Universidade SEBRAE de Negocios (USEN)

## Religion
Porto Alegre ist Sitz des römisch-katholischen Erzbistums Porto Alegre sowie Sitz der Diözese Südbrasilien der Igreja Episcopal Anglicana do Brasil. Bischofskirchen sind die Catedral Metropolitana Mãe de Deus (Muttergotteskathedrale) und die Catedral Anglicana da Santíssima Trindade. Auch die Evangelische Kirche Lutherischen Bekenntnisses in Brasilien hat ihren Sitz in Porto Alegre.

## Wirtschaft und Verkehr

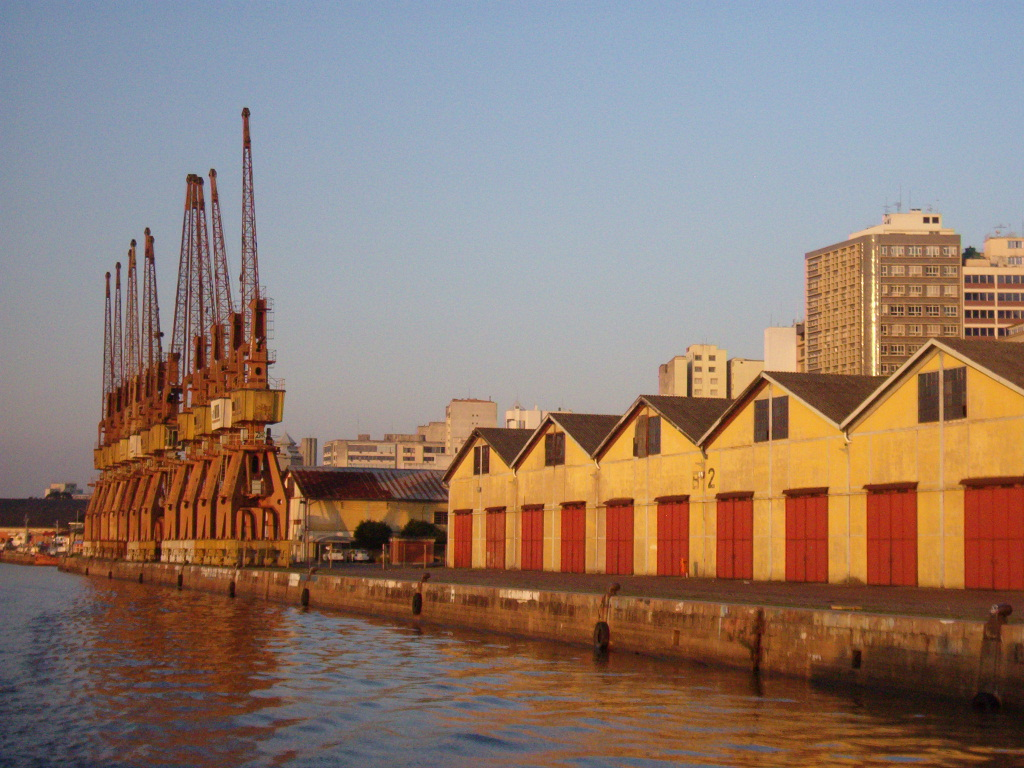
Der Hafen von Porto Alegre

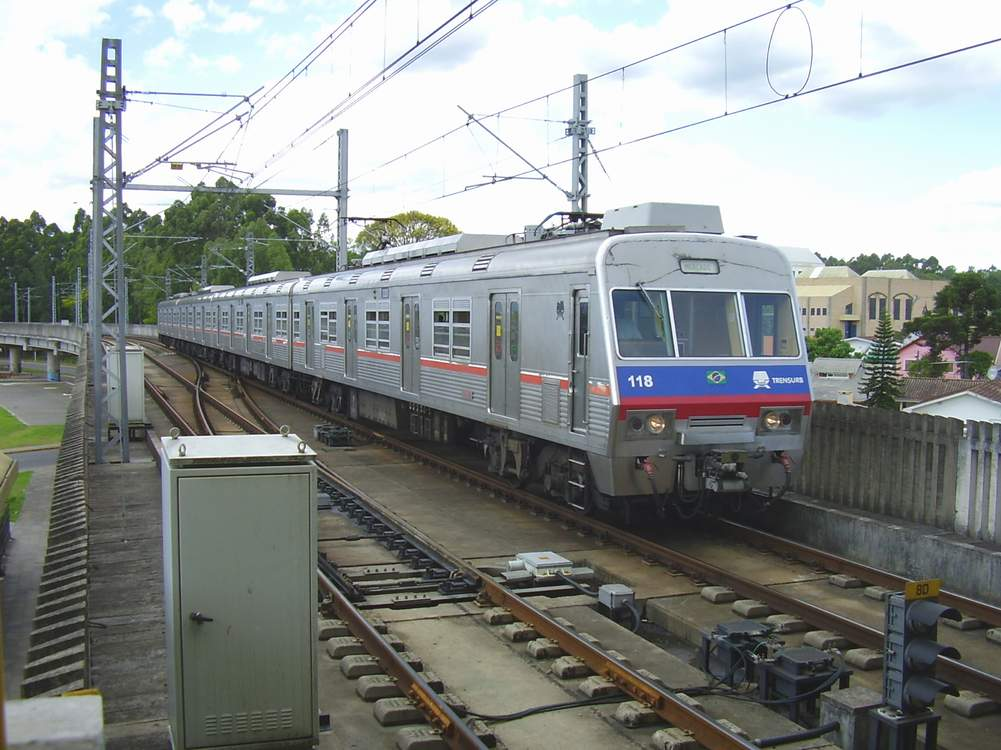
Vorortzug

Porto Alegre ist Sitz verschiedener großer Firmen, darunter Gerdau S.A.

### Hafen
Der Hafen liegt im Westen der Stadt, angrenzend an das Stadtzentrum. Ein Teil des Hafengebiets wurde mittlerweile stillgelegt. Der Hafen ist nach wie vor Umschlagplatz für Waren und Güter, die im Umland produziert werden.
Am südlichen Ende des Hafens legen regelmäßig Touristenboote ab und fahren ein Stück die Laguna herunter entlang der Porto Alegre gegenüberliegenden Inseln. Vor allem zum Sonnenuntergang bietet sich ein wunderschöner Blick vom Wasser auf die Skyline von Porto Alegre.

### Flughafen
Der internationale Flughafen Salgado Filho von Porto Alegre (POA/SBPA) bietet Flugverbindungen mit wichtigen Städten Brasiliens und zu internationalen Zielen. Er steht an neunter Stelle der brasilianischen Flughäfen in Bezug auf Passagierzahlen und Frachtaufkommen.
Der Flughafen bietet neben Verbindungen zu fast allen großen nationalen Flughäfen auch gute Verbindungen nach Argentinien und Uruguay. Die portugiesische TAP bietet seit Mai 2011 eine Nonstopverbindung mit einem Langstreckenflugzeug vom Typ Airbus A 330-200 von und nach Lissabon an.

### Metro
Die TRENSURB oder Metrô de Porto Alegre ist ein wichtiger Bestandteil der Infrastruktur der Metropolregion Porto Alegre. Die Linie 1 ist 33,8 km lang und verbindet die nördlich von Porto Alegre liegenden Städte, wie Canoas und São Leopoldo, mit dem Zentrum. 2010 wurde die bestehende Linie 1 um 9,3 km nach Novo Hamburgo verlängert. Langfristig soll das Metronetz um eine weitere Linie 2 (Mercado Público – UFRGS Campo Vale) erweitert werden.

## Sport

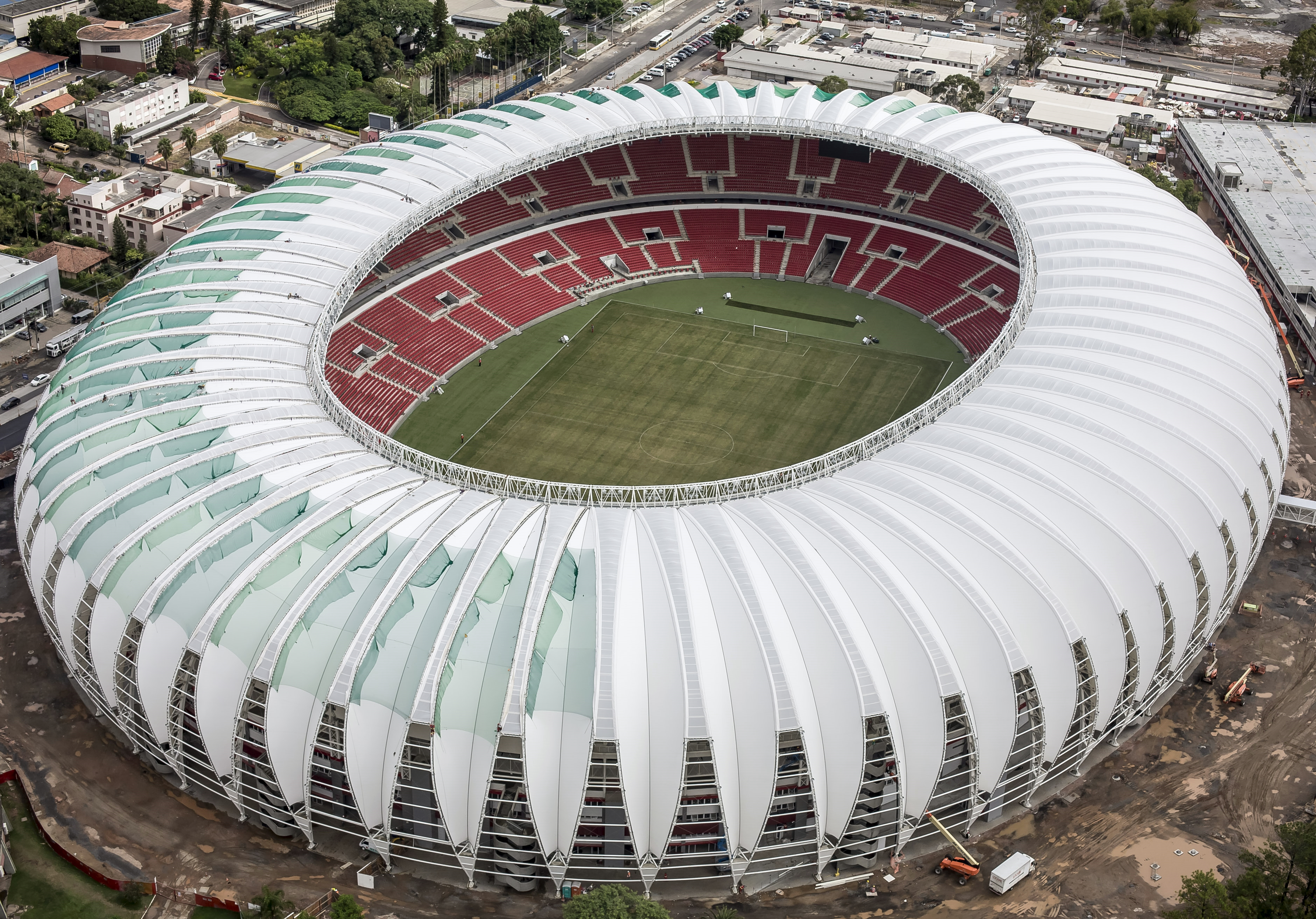
Stadion Beira-Rio, welches für die Fußball-WM 2014 genutzt wurde

Aus Porto Alegre kommen zwei brasilianische Erstliga-Fußballclubs, die Weltbedeutung erlangt haben. SC Internacional gewann die FIFA-Klub-Weltmeisterschaft 2006. Inters großer Rivale, der Grêmio FB, errang 1983 den Weltpokal und besiegte damals den Hamburger SV im Finale. Die Gremistas, so der Rufname der Gremio-Fans, nennen die Arena do Grêmio ihre Heimat. Die Heimstätte der Colorados, also der Fans von Inter, das Estádio Beira-Rio, liegt direkt am Rio Guaíba, nur wenige Kilometer vom Olímpico, dem ursprünglichen Stadion des Stadtrivalen Grêmio, entfernt. Das Beira Rio wurde für die Fußball-Weltmeisterschaft 2014 umgebaut. So wurde die Stadionkapazität vergrößert, die Tribünen wurden näher an das Spielfeld herangezogen, und das gesamte Areal wurde an die Anforderungen der FIFA angepasst, was zum Beispiel eine Verbesserung der Parkplatzsituation und größere Freiflächen um das Stadion herum bedeutet. Das große Derby zwischen den beiden Vereinen wird Grenal (Gremio-Internacional) genannt.
Auf der Pferderennbahn Hipódromo do Cristal finden regelmäßig Rennen statt, im November ein Gruppe-1-Rennen über 2.400 m, der Grand Prize Bento Goncalves. Das Ginásio da Brigada Militar ist eine 1963 anlässlich der Sommer-Universiade errichtete Multifunktionssporthalle.
2003 fanden in Porto Alegre die elften Faustball-Weltmeisterschaften der Männer statt.
Im Oktober 2013 war Porto Alegre Gastgeber für die 20. Weltmeisterschaften der Senioren-Leichtathletik.

## Freizeit und Erholung

### Nachtleben
Das Nachtleben der Stadt konzentriert sich auf drei Stadtteile. Die wohl größte Konzentration an Bars und Clubs ist in der Cidade Baixa an den Flanierstraßen Rua General Lima e Silva, Rua da República und der Rua João Alfredo vorzufinden. Dieses Viertel wird vor allem von Studenten besucht, was auf die moderateren Preise und den nahegelegenen Campo Centro der UFRGS zurückzuführen ist. Nicht weit entfernt von der Cidade Baixa auf der anderen Seite des Parque Redenção befindet sich ein weiteres Barviertel im Stadtteil Santana. Hier sind eher alternative und künstlerische Lokalitäten vorzufinden. Die Angebotsdichte ist allerdings bei weitem nicht so hoch. Europäischer und auch teurer geht es in den Bars und Clubs im noblen Stadtviertel Moinhos de Ventos zu, in welchem sich mehrere schicke Cafés und Pubs aneinanderreihen.
Aber auch außerhalb dieser drei Stadtviertel sind über die ganze Stadt mehrere Bars und Clubs verteilt, wie zum Beispiel an der Avenida Independencia oder der Avenida Venancio Aires.

### Gastronomie
Rio Grande do Sul ist für sein vorzügliches Fleisch, seine Fleischgerichte und auch für seine legendären Churrascarias bekannt, von denen es viele in der Hauptstadt der Gaúchos gibt. Aber auch die europäischen Einflüsse auf den Süden Brasiliens sind nicht zu übersehen. An der Avenida Cristóvão Colombo zum Beispiel reiht sich eine Pizzeria an die nächste und auch die Deutsche oder Schweizer Küche ist vorzufinden, allerdings nicht so zahlreich wie im Hinterland von Porto Alegre.
In den Straßen von Porto Alegre sieht man die Menschen häufig ihren Chimarrão trinken. Beliebt ist auch der sonntägliche Churrasco in einem der Zentren der Gaúcho-Kultur (CTG, Centro de Tradições Gaúchas).

### Einkaufen
Die Stadt bietet eine Vielzahl an Einkaufsmöglichkeiten. Im Centro, um den Mercado Publico herum, befinden sich mehrere verkehrsberuhigte Einkaufsstraßen. Darüber hinaus befinden sich in der Stadt mehrere verschiedene größere Malls wie zum Beispiel Shopping Total, Shopping Praia de Belas, Shopping Moinhos de Ventos, Shopping Iguatemi, Bourbon Shopping oder Shopping Barra Sul. Letzteres ist eines der größten und neuesten Einkaufszentren Brasiliens. Während sich im Centro eher Einzelhändler und teilweise auch Ketten angesiedelt haben, sind in den Shopping Centern größtenteils die großen Marken, Luxusprodukte, aber auch Ketten zu finden.
Die hiesigen Supermarktketten in Porto Alegre sind Nacional (von der Walmart-Gruppe), Carrefour, Zaffari, Superrisul oder Big Hipermercado.

## Städtepartnerschaften
Mit folgenden Städten ist Porto Alegre Städtepartnerschaften eingegangen:
- Kanazawa, Japan, 1967
- Morano Calabro, Italien, 1982
- La Plata, Argentinien, 1982
- Ribeira Grande, Portugal, 1982
- Punta del Este, Uruguay, 1984
- Natal, Brasilien, 1992
- Rosario, Argentinien, 1994
- Sankt Petersburg, Russland, 2000